# Luxiaria ansorgei
Luxiaria ansorgei är en fjärilsart som beskrevs av W. Warren 1903. Luxiaria ansorgei ingår i släktet Luxiaria och familjen mätare. Inga underarter finns listade i Catalogue of Life.